# Athelia termitophila
Athelia termitophila é uma espécie de fungo do género Athelia. O género, descrito em 1818 por Christiaan Hendrick Paarson é o teleomorfo de Fibularhizoctonia. Este fungo produz esclerócios, nesta espécie chamados também de bolas de cupim, porque imita os ovos dos cupins-do-solo
Este fungo é visível como uma fina camada branca, branco acinzentado ou creme pálido, de aspecto aveludado e às vezes com rachaduras leves, com basídio facilmente separável do substrato. Esta espécie foi descrita no Japão e não se têm dados de sua presença em outros lugares.
Sua característica distintiva respeito a outros fungos do gênero Athelia é a criação de esclerócitos, uma massa compacta de micélio endurecido contendo reservas alimentares, que estimula os cupins-do-solo a cuidar delas.

## Taxonomia
O nome A. termitophila foi dado para referir-se a sua associação com os cupins-de-solo (em ingles Termite)
Holótipo: JAPÃO, Prefeitura de Tottori, Tottori, Katsurami, em um ramo morto de uma árvore de folhas largas, coletado por H. Yokoi 13 de abril de 2011. 
Descrito por N. Maek., Yokoi & Sotome, como tendo basídios aveludados, finos e himênio liso, com a superfície do branco, ao creme pálido ou até branco acinzentado.
Basídios supinos, levemente adnatos, efuso, fino e frágil; superfície himenial branca, branca-cinzenta ou até creme pálida quando em cultivo, virando ocra-pálido ou ocra, liso, reticulado ou continuo, às vezes rachado, quando seco; margem de branco a branco-cinzento quando fresco, indeterminado. Sistema hifal monomitico, hifas de 2.5-5,5 μm de diâmetro, liso, com paredes mediano-finas, com septos simples, mas às vezes com conexões a grampo no septo no subículo, parcialmente incrustado com um material parecido com cristal. Lepto cistídio raramente presente no himênio, com paredes finas, sem grampo basal. Basídio clavada, com paredes finas e septos simples na base, produzindo 4 sterigmata. Basidiósporos elipsoides a ovoidal.

### Classificação
Segundo o database do Index Fungorum (http://www.indexfungorum.org/names/names.asp, accessed on Feb 28, 2019), 31 species são consideradas parte do Genus Athelia, algumas das quais tem sido estudadas em cultura. Ainda, algumas destas tem sido observadas produzindo esclerocitos nos micelios em cultura. [A. arachnoidea (Berk.) Jülich (Stalpers, 1978); A. epiphylla Pers., A. neuhoffii (Bres.) Donk (Stalpers, 1978), A. psychrophila (Stalpers & R. P. de Vries) P.M. Kirk (as Fibularhizoctonia psychrophila Stalpers & R.P. de Vries; de Vries, de Lange, Wosten, € & Stalpers, 2008)].
Dados para estudos filogeneticos estão disponivel somente para poucas especies.
A. laxa foi trasferida para o genus Lyoathelia por Hjortstam e Ryvarden (2004)

## Interações
Embora o estagio de vida independente da sua interação com os cupins-do-solo seja pouco conhecido, existe um estudo que conecta sua fase de vida parasitica em forma de esclerócio, as baixas temperaturas com sua habilidade de competir com outros fungos decompositores de madeira.
Imitando os fungos dos cupins por forma e rastros quimicos, este fungo consegue se introduzir nas colonias destes animais em maneira tão sucessoza que as vezes nas colonias existem mais esclerocios que ovos de cupin. Durante as estações quentes, quando os cupins estão ativos, indicadores fisico-quimicos ambientais são criados dentro das colonias dentro da madeira morta. Exemplos, o ar contem menos oxigenio e especificos feromonios são secretados pela rainha e os soldados. Isso tudo afeta o crecimento micelial, inibindo-o. Em quanto isso, estes falsos ovos são protegidos e limpos pelos trabalhadores da colonia, estando assim em uma situação segura e sem competidores.
Nas estações frias, a atividade dos cupins-de-solo diminue e a maioria se retira no subsolo. Neste periodo não ha ovos no ninho e os falsos ovos não são cuidados pelos trabalhadores, os sinais fisico-quimicos mudam e os fungos germinam. Ha hipotesi que o fungo possa germinar tambem em caso existam muitos falsos ovos em um ninho, no ponto que estes não possam ser cuidados adecuadamente pelos trabalhadores da colonia.

## Competição
O mesmo estudo que fala sobre a interação deste fungo com os cupins-de-solo, indica uma maior resistencia ao frio o que permite ao fungo de ser mais ativo e competitivo nos periodos invernais, e sobreviver em modo passivo nos meses mais quentes graças a fase de esclerócio.
Este estudo sugere que as temperaturas baixas tenham um forte efeito positivo na habilidade competitiva do A. termophila contra outro fungos degradadores de madeira. O expermento competitivo, a uma temperatura de 5°C chega a substituir os oponentes, graças a sua taxa de crecimento hifal maior nestas temperaturas. Em temperaturas maiores (25°C, temperatura otimal para varios outros fungos que degradam madeira), A. termophila acaba tendo uma velocidade de crecimento menor a de outros fungos competidores.